# ELISA (biochimica)

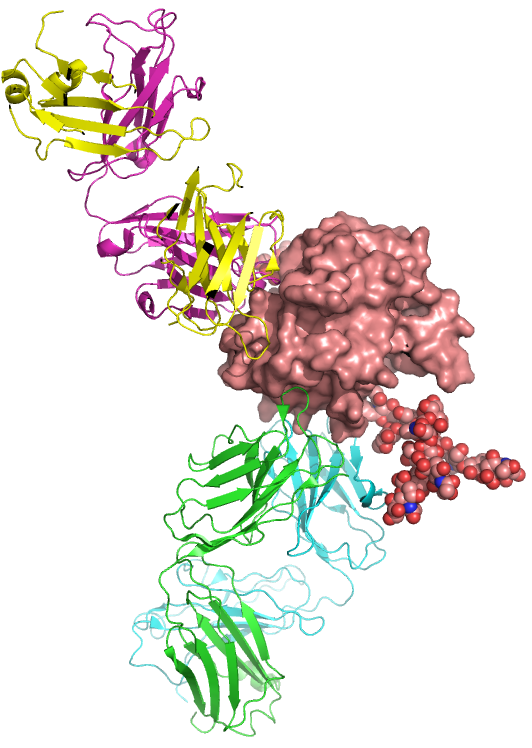
Struttura cristallografica che esemplifica un saggio sandwich ELISA per quantificare la concentrazione PSA o antigene della prostata. (1) L'anticorpo di cattura sotto forma di frammento Fab 5D3D11 (celeste/verde) corrisponderebbe all'anticorpo EzN-472 assorbito sulla placca. (2) Nella seconda fase l'antigene (marrone) viene catturato e (3) rilevato da un secondo anticorpo 5A5D5 che in un vero test sarebbe legato ad un enzima.

ELISA è un acronimo derivato dall'espressione inglese enzyme-linked immunosorbent assay (saggio immuno-assorbente legato ad un enzima). Si tratta di un versatile metodo d'analisi immunologica usato in biochimica per rilevare la presenza di una sostanza usando uno o più anticorpi ad uno dei quali è legato un enzima: tale metodica d'indagine rientra nella categoria dei test immunoenzimatici. La sostanza da rilevare può essere un antigene appartenente ad un patogeno o una molecola più piccola, chiamata aptene, come per esempio per riconoscere la presenza di steroidi. Se invece di un enzima, viene usato un radionuclide (spesso lo iodio-125) per rilevare la positività del test, si parla di RIA (dall'inglese radio-immuno assay). La procedura ELISA può essere suddivisa in tre fasi. Queste includono la progettazione del protocollo ELISA, l'interpretazione iniziale dei dati per l'ELISA e il calcolo dei risultati ELISA.
Il saggio ELISA trova anche ampio uso per accertare la presenza di anticorpi contro un determinato antigene nel plasma sanguigno del paziente per accertarsi se c'è stata un'esposizione ad un determinato patogeno. Questo avviene nel test per l'HIV per accertarsi se il sistema immunitario del soggetto si è trovato a confrontare il virus dell'AIDS.
Ci sono diverse varianti del test ELISA, che si differenziano a seconda del componente che si vuole rilevare. Nel test diretto viene determinata la presenza dell'antigene, in quello indiretto, la presenza di anticorpi contro l'antigene. Il saggio può essere competitivo o non competitivo. L'ELISA non competitivo diretto si effettua secondo diverse metodiche: semplice e sandwich ELISA. 

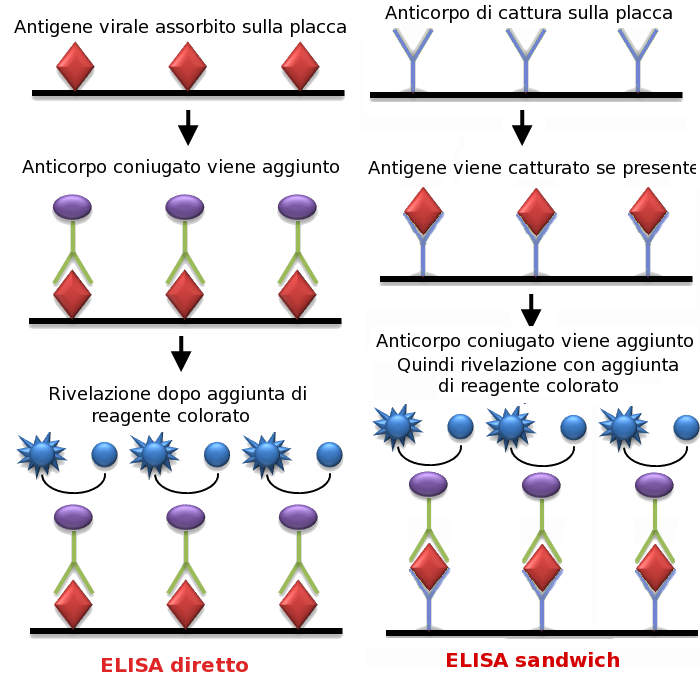
Test E.L.I.S.A. Diretto e Sandwich

Nel metodo semplice l'antigene è assorbito sulla placca e rilevato con un anticorpo marcato da un enzima. Nel metodo a sandwich l'anticorpo che è usato per catturare l'antigene è assorbito sulla placca, gli anticorpi assorbiti sono in seguito esposti al fluido che potrebbe contenere l'antigene ed un secondo anticorpo, marcato, viene aggiunto per rilevare che l'antigene è stato catturato. In questo secondo caso, gli epitopi HP2 sull'antigene dei due anticorpi devono essere completamente distinti senza alcuna sovrapposizione (vedi figura).

## Metodo indiretto (variante a sandwich)

Test E.L.I.S.A. sandwich

Il metodo prevede la copertura del fondo del pozzetto con un anticorpo specifico per l'antigene che vogliamo misurare. Si esegue un lavaggio. In seguito si introduce l'antigene, che si legherà all'anticorpo. Si lava ulteriormente per togliere antigeni in eccesso o non legati. Si introduce un anticorpo specifico che legherà il complesso anticorpo + antigene, formando un "terzo" strato (o "sandwich"), da cui prende il nome il test. All'ultimo anticorpo che abbiamo aggiunto, è legato un enzima specifico, e aggiungendo il suo substrato si formerà un prodotto colorato, che evidenzierà il pozzetto nel caso in cui sia presente l'antigene di interesse.
Le fasi in sintesi prevedono:
1. Immissione di una soluzione dell'anticorpo primario, specifico per l'antigene da ricercare ed individuare nel siero o in un dato liquido biologico, nei pozzetti di una apposita piastra da saggio in polistirene. Il fondo del pozzetto viene saturato con l'anticorpo che aderisce al fondo dei pozzetti e l'eccesso viene lavato via.
2. Aggiunta, in soluzioni con diverse concentrazioni non note, dei campioni dei quali bisogna saggiare la presenza, o meno, dell'antigene caratteristico dell'organismo patogeno e lavaggio con soluzione tampone; l'antigene, se presente, si lega specificamente con l'anticorpo e l'eccesso viene lavato via.
3. Aggiunta dell'anticorpo secondario, che può essere rappresentato da un anticorpo anti-immunoglobuline umane, che possono essere ottenute da animali di grossa taglia inoculando in essi siero umano(le cui proteine sono riconosciute come antigeni estranei dal sistema immunitario dell'animale e quindi determinano la formazione di anticorpi). Questo anticorpo viene coniugato con un enzima, tipicamente perossidasi o fosfatasi alcalina, e lavaggio con soluzione tampone; L'anticorpo secondario si lega selettivamente all'antigene, se presente, e l'eccesso viene lavato via. L'assenza dell'antigene specifico per l'anticorpo comporta che l'anticorpo secondario (e il relativo enzima ad esso coniugato), con il lavaggio, venga dilavato.
4. Se l'enzima usato è la fosfatasi alcalina si aggiunge come substrato p-nitrofenilfosfato; Questa sostanza provoca una reazione con la fosfatasi alcalina coniugata all'anticorpo secondario producendo p-nitrofenolo di colore giallo. Se l'antigene caratteristico dell'organismo patogeno è assente nel pozzetto non vi sarà neanche l'enzima coniugato all'anticorpo secondario e quindi la reazione non potrà avvenire.
5. Aggiunta di idrossido di sodio per bloccare la reazione tra enzima fosfatasi e p-nitrofenilfosfato;
6. Lettura del risultato, espressione della reazione tra enzima fosfatasi e p-nitrofenilfosfato che produce sul substrato una reazione cromogenica o fluorogenica - ovvero sviluppo di colore o luce di fluorescenza - successivamente misurabile attraverso uno spettrofotometro.

Lo sviluppo del colore è indicativo della presenza dell'antigene che si voleva saggiare e l'intensità della colorazione, misurabile grazie al spettrofotometro, è semi-quantitativa secondo una scala arbitraria di intensità.
Al fine di validare il test, le operazioni sopra riportate vengono effettuate in due pozzetti distinti che differiscono per il tipo di anticorpo primario che viene introdotto inizialmente: un pozzetto viene riempito con l'anticorpo specifico per l'antigene che si vuole individuare, mentre l'altro viene saturato con un anticorpo non specifico.
Affinché il test possa ritenersi valido, in primo luogo deve risultare negativo in quest'ultimo pozzetto e nel caso in cui il campione biologico saggiato contenga realmente l'antigene d'interesse, il test deve essere positivo nell'altro pozzetto, quello saturato con l'anticorpo primario specifico.
Esiste anche un altro tipo di metodo indiretto nel quale sul fondo del pozzetto sono legati antigeni ai quali un anticorpo si lega in modo specifico (anticorpo primario). Questo viene quindi aggiunto al pozzetto e, dopo il lavaggio si aggiunge un altro anticorpo (anticorpo secondario) diretto contro il frammento cristallizabile (Fc, catena pesante) dell'anticorpo primario. I due anticorpi sono prodotti in specie diverse, il primo ad esempio può essere prodotto in topo e il secondo in altro animale come la capra. Di norma l'anticorpo secondario è ingegnerizzato in modo da essere coniugato ad un marcatore (tag) come la fosfatasi alcalina (AP) o perossidasi (HRP) che producono da substrati specifici prodotti colorati, per cui il metodo di rilevamento risulta analogo a quanto detto sopra. L'unica differenza è che sul fondo del pozzetto non sono presenti anticorpi, ma l'antigene di interesse. Questo approccio è del tutto simile a quello adottato per il rilevamento delle bande proteiche su fogli di nitrocellulosa o polivinildenfluoruro (PVDF) nella fase finale dello sviluppo del Western blot.
Il test ELISA NON COMPETITIVO è un test qualitativo e semi-quantitativo: non fornisce un valore effettivo ma afferma la presenza o l'assenza dell'analita.
Il test ELISA COMPETITIVO è invece un test quali-quantitativo: fornisce un valore specifico con una deviazione standard.

## Metodo diretto
Nel metodo diretto innanzitutto si copre il fondo del pozzetto con l'estratto proteico in cui potrebbe essere presente la proteina che vogliamo misurare (antigene). Si lava via l'eccesso per eliminare l'indesiderato. Si aggiunge l'anticorpo per l'antigene che probabilmente è stato adsorbito al fondo del pozzetto. Questo anticorpo è coniugato con un marcatore (tag) enzimatico, di norma fosfatasi alcalina (AP) o perossidasi (HRP: Horseradish Peroxidase, perossidasi di rafano). Si lava via l'eccesso ancora una volta. Si effettua un lavaggio per eliminare eventuali anticorpi non legatisi all'antigene (quelli combinati resistono invece al lavaggio). Infine si aggiunge il substrato dell'enzima con cui è stato marcato l'anti-anticorpo: un cambiamento di colore indica la presenza degli antigeni nel campione, visto che l'enzima usato agisce sul substrato modificandolo, in maniera che assorba la luce e risulti colorato. Archiviato il 15 marzo 2012 in Internet Archive.
Ha lo scopo di ricercare specifici antigeni in un dato liquido biologico avendo a disposizione anticorpi marcati a cui questi possano legarsi o, al contrario, per ricercare specifici anticorpi avendo a disposizione anticorpi marcati che possano legarsi al frammento cristallizabile (Fc) di questi ultimi.
In caso di esito positivo, per conferma si esegue il Western Blot.

## Innovazioni
La Multiple & Portable ELISA (M&P ELISA) (patent US 7510687 by A. Mazzeo & G. Petracca) usa una conformazione innovativa della fase solida: un'astina di polistirene da cui protrudono 8 o 12 ogive. 
L'intera astina va introdotta direttamente nel campione da saggiare e tutti i passaggi successivi (lavaggi, incubazione in coniugato e incubazione in cromogeno) sono eseguiti semplicemente immergendo le ogive dell'astina - estratta dal campione dopo opportuna incubazione - in pozzetti di micropiastre o microstrip standard, pre-riempiti con le soluzioni e i reagenti.
Gli importanti vantaggi sono: 
- l'astina introdotta nel campione ha le ogive sensibilizzate con reagenti differenti, in modo che in ciascun campione sia possibile la ricerca simultanea di differenti anticorpi e/o di differenti antigeni, per analisi multiple o per multi-screening;
- il volume del campione analizzato può essere aumentato per aumentare la sensibilità del test in campioni clinici (sangue, saliva, urine), alimentari (latte di massa, pool di uova) e ambientali (acqua);
- un'ogiva di ogni astina non è sensibilizzata e funge da controllo negativo, per valutare la specificità per tutti i test di ricerca di anticorpi e/o antigeni eseguiti nel campione in esame;
- non si deve effettuare la distribuzione dei campioni, dei coniugati e del cromogeno nei pozzetti di micropiastra o in microstrip; i lavaggi sono estremamente semplificati;
- la tecnologia innovativa consente la realizzazione di kit da laboratorio pronti all'uso e di kit portatili per analisi in campo (ambulatori, aeroporti, dogane, allevamenti).